# Woroniwka (hromada Ołeksandriwka)
Woroniwka (ukr. Воронівка) – wieś na Ukrainie, w obwodzie mikołajowskim, w rejonie wozniesieńskim, w hromadzie Ołeksandriwka. W 2001 liczyła 1394 mieszkańców, spośród których 1301 wskazało jako ojczysty język ukraiński, 73 rosyjski, 9 mołdawski, 9 ormiański, 1 gagauski, a 1 inny.